# 혼다 CBR125R
혼다 CBR125r(Honda CBR125R)은 혼다가 만든 125cc4행정 기관 스포츠 바이크이다.
2004년부터 혼다 NSR125시리즈를 대체하며 출시되었다. 후속 기종으로 혼다 CBR150R 이 출시되었다. 하지만 국내에는 정식 수입되지 않는다. 엔진은 124.9cc SOHC 4행정 수냉 단기통 엔진이 탑재되었다. 또한 6단 수동 변속기가 장착되었으며, 디스크 브레이크가 앞 뒤 모두 사용된다. 타이어는 앞 80/90 17" 뒤100/80 17"를 사용한다. 길이 1920mm, 너비 675mm, 높이 1070mm, 시트고 776mm 의 작은 키에도 부담없는 크기를 가지고 있다.

## 연식 차이
국내 정식 출시되는 CBR125R 기준으로 년식마다 다음과 같은 차이점이 있다.
2004년식
캬브레타 방식, 초기형 카울

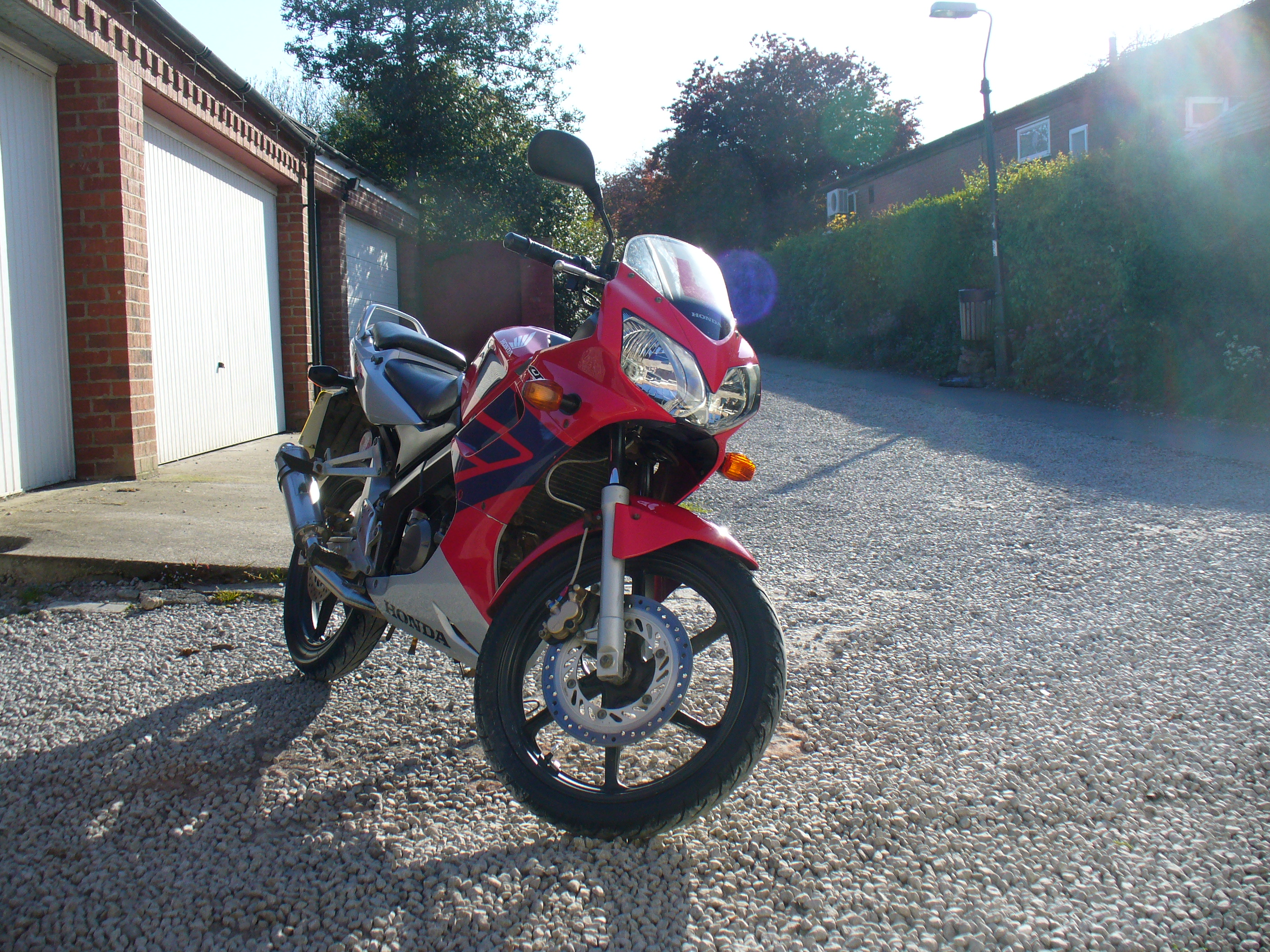
2004-2006년식의 초기형 카울 예시. 해외 2006년식 모델

색상 : 전체 검정 / 빨강검정 (리어카울 무광)
2005년식
캬브레타 방식, 초기형 카울
색상 : 빨강파랑은색 추가 / 랩솔 추가
2006년식
캬브레타 방식, 초기형 카울

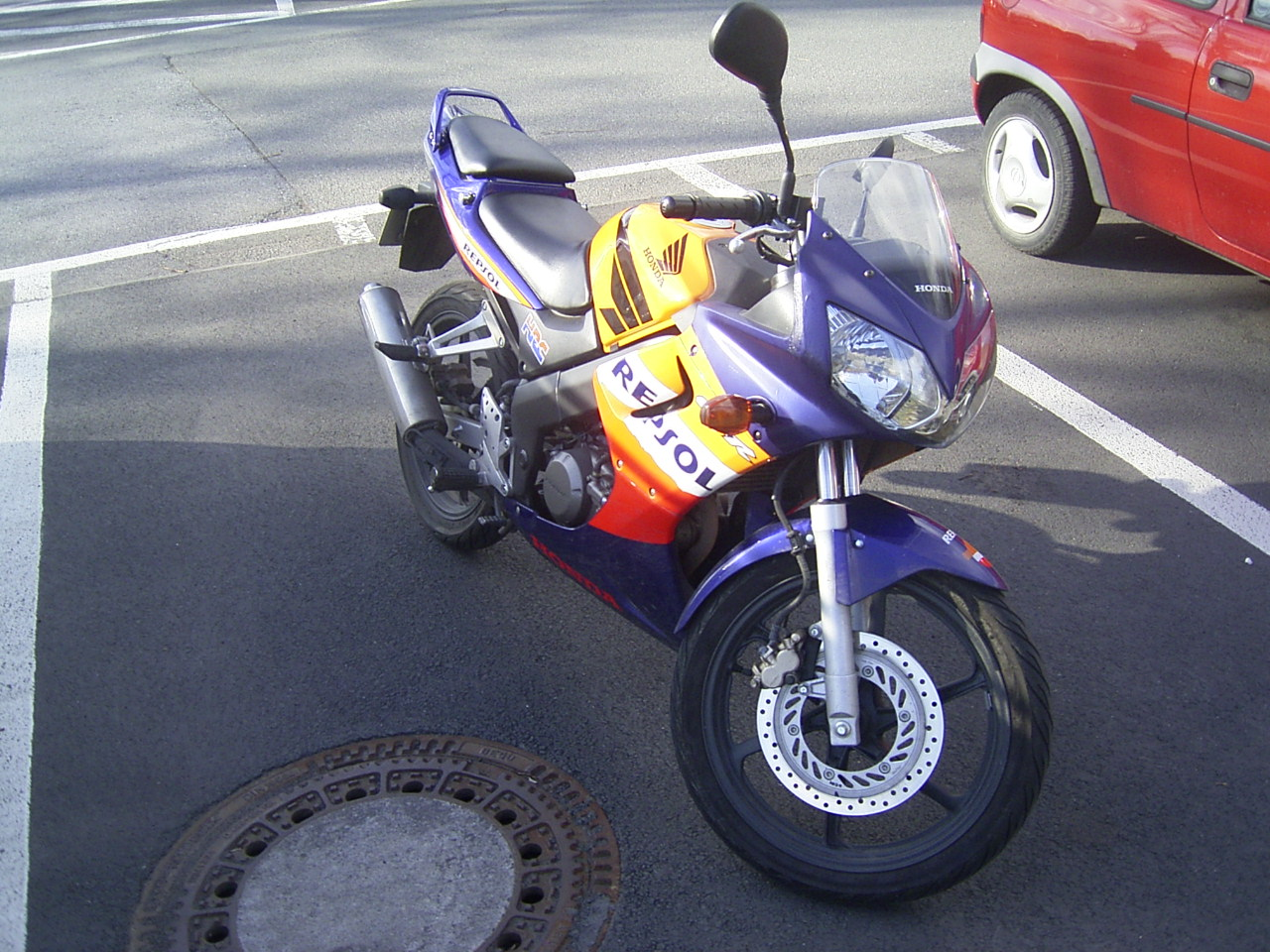
랩솔 도색

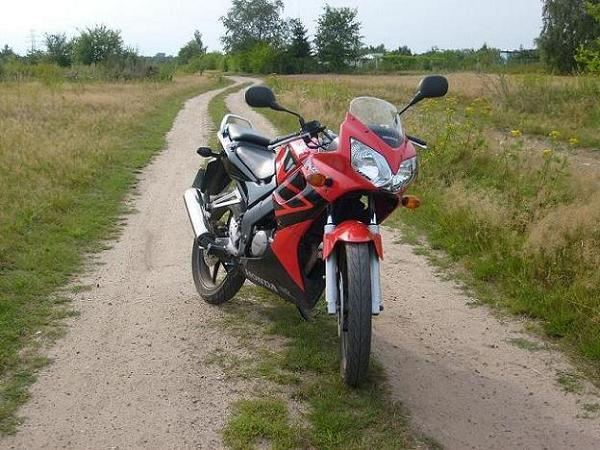
2006년식 검정빨강 색상

색상 : 검정은색 변경 / 빨강검정 (리어카울 유광)
2008년식
캬브레타 방식, 초기형 카울

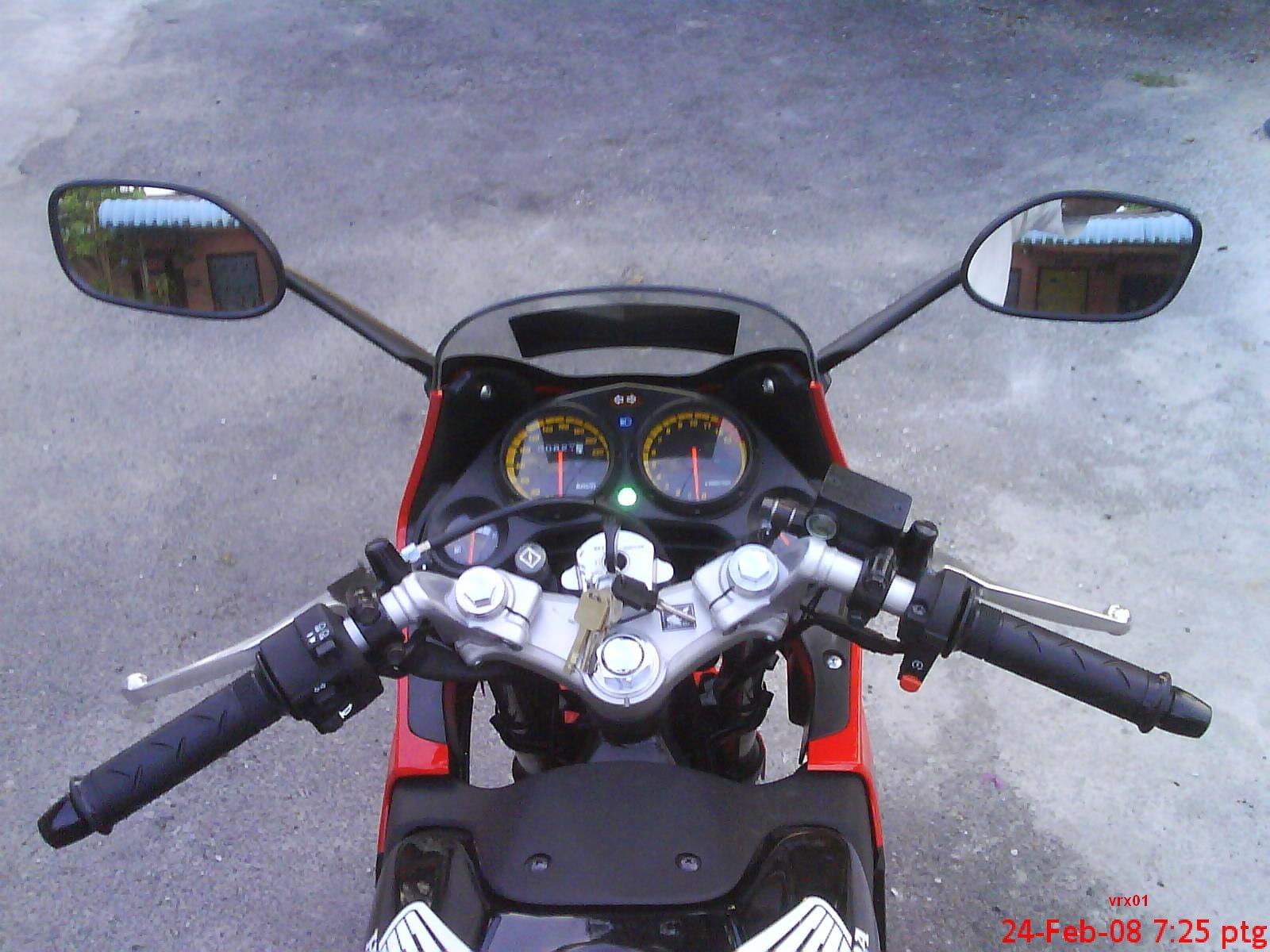
해외 CBR150R 모델 계기판. 국내 CBR125R 2008년식 이전 모델들과 동일 하다.

색상 : 전체 검정 변경, 빨강검정 도색 퀄리티 상승
앞 쇼바, 스윙암 검은색 도색
2010년식

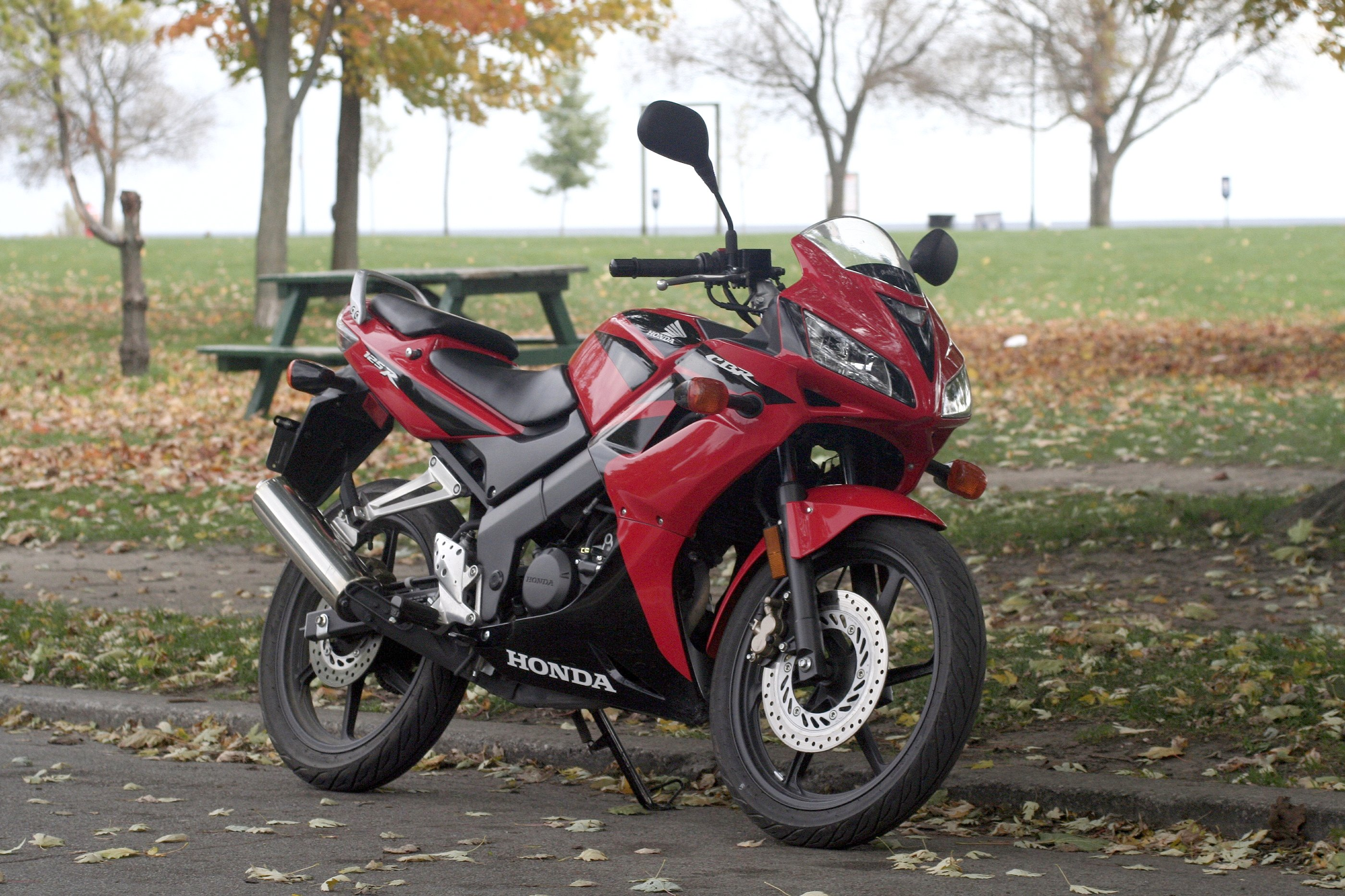
해외 혼다 CBR125r 2008. 전면 카울이 600rr 형태

인젝션 방식, 초기형 카울에 전면카울이 600rr 형태 변경 (해외 2008년식부터 인젝션 및 카울변경)
색상 : 검정은색 변경 및 퀄리티 상승 / 썬빔 색상 추가 (현 건담)
계기판 : 배경 디자인 변경, 인젝션 FI등 추가
2011년식

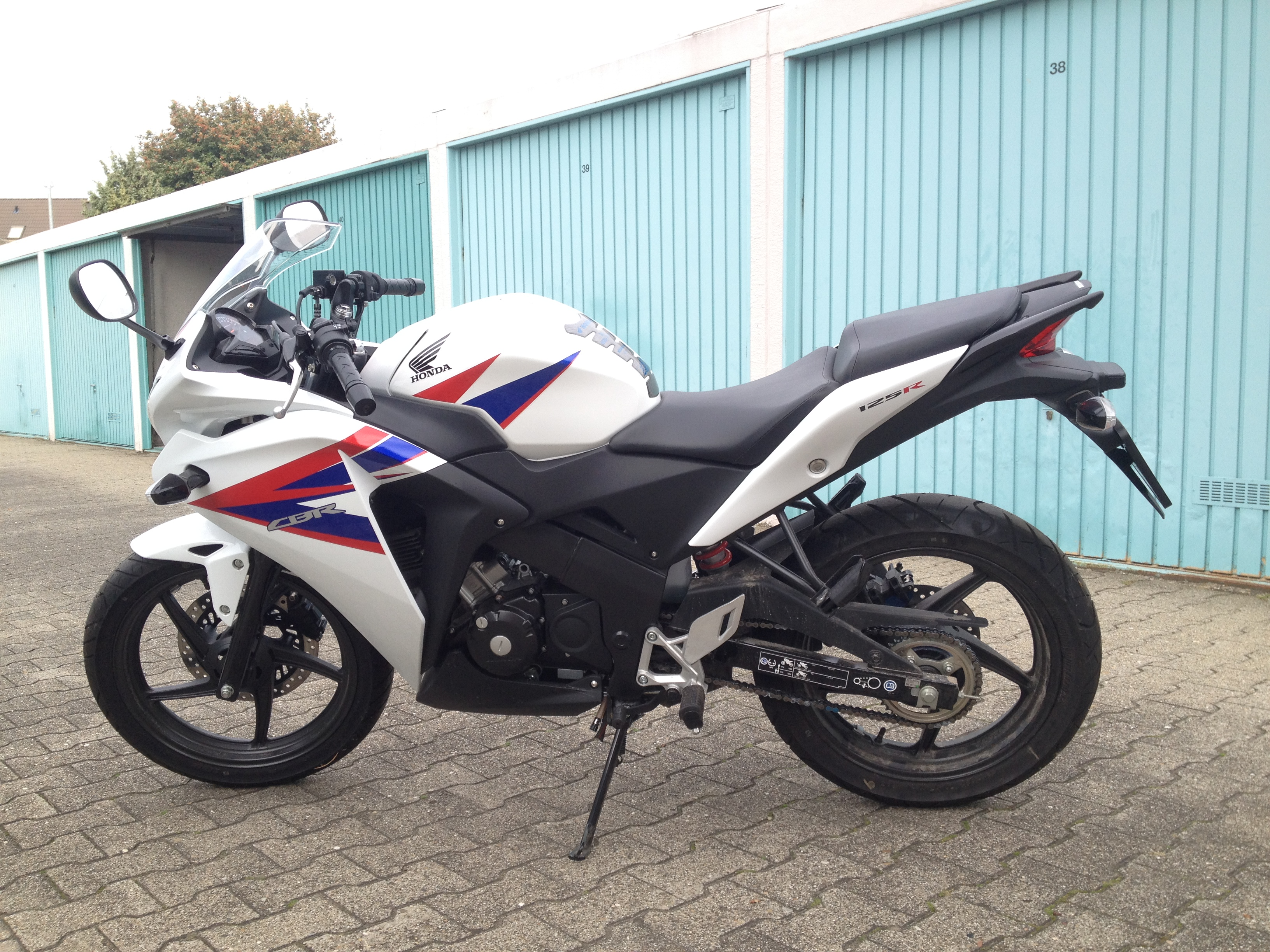
2011년 페이스 리프트 신형 카울 건담 색상

인젝션 방식, 2011년 혼다 CBR250R과 동일한 신형 카울
색상 : 전제 검정 / 건담 (썬빔) 추가 / 스페셜 은색주황 추가
타이어 사이즈 소폭 상승
2012년식
인젝션 방식, 2011년 혼다 CBR250R과 동일한 신형 카울
2013년식
인젝션 방식, 2011년 혼다 CBR250R과 동일한 신형 카울
2014년식
인젝션 방식, 2011년 혼다 CBR250R과 동일한 신형 카울
2015년식
인젝션 방식, 2011년 혼다 CBR250R과 동일한 신형 카울
색상 : 전체 검정에서 로고 색상 변경 / 스페셜 랩솔 추가